# Robert Novák
Robert Novák, křtěný Robert Hynek (1. října 1853, Ledeč nad Sázavou – 23. dubna 1915, Praha) byl český klasický filolog a profesor klasické filologie na Univerzitě Karlově. Publikoval v oboru latinské literatury.

## Život
Narodil se v Ledči nad Sázavou v rodině majitele dvou mlýnů Hynka Nováka a jeho ženě Karolině rodem Černá. Později působil jako gymnaziální profesor v Praze, následně byl ředitelem latinského prosemináře filosofické fakulty Univerzity Karlovy. V roce 1884 se oženil Augustou Vielwerthovou a později s ní měl tři syny, Otakara (1885), Viktora (1890) a Roberta (1894).
V roce 1889 byl jmenován mimořádným profesorem, v roce 1896 řádným profesorem. V akademickém roce 1912–1913 byl děkanem filosofické fakulty UK.

## Dílo
- Kritické příspěvky k římským spisovatelům (článek, 1884)
- Přispíval do Ottova slovníku naučného pod značkami RN. a RNk.